# Republika Świętego Marka
Republika Świętego Marka – państwo istniejące w Italii w okresie Wiosny Ludów.
17 marca 1848 roku należące do Austrii Królestwo Lombardzko-Weneckie ogarnęło antyaustriackie powstanie. W ciągu kilku dni powstańcy opanowali główne ośrodki w kraju. 22 marca w Wenecji jeden z przywódców powstania, Daniele Manin, ogłosił powstanie Republiki Świętego Marka. Początkowo Manin niechętny był współdziałaniu z wojskami sardyńskimi. Dopiero silna kontrofensywa austriacka pod dowództwem Josepha Radetzky'ego w lipcu 1848 spowodowała sojusz wenecko-sardyński.
Zbrojne wystąpienie przeciw republice Państwa Kościelnego i Królestwa Obojga Sycylii spowodowało upadek Wenecji po długotrwałym oblężeniu 26 sierpnia 1849.